# Ma Yanhong
Ma Yanhong (n. 21 martie 1964, Beijing, Republica Populară Chineză) este o gimnastă artistică ce a reprezentat Republica Populară Chineză, medaliată olimpică. A participat la o ediție a Jocurilor Olimpice (1984) în care a câștigat o medalie de aur și o medalie de bronz.

## Participări
Lista de mai jos prezintă principalele competiții la care a participat Ma Yanhong de-a lungul carierei.
- gymnastics at the 1984 Summer Olympics – women's uneven bars[*]